# Cestník (Krkonoše)

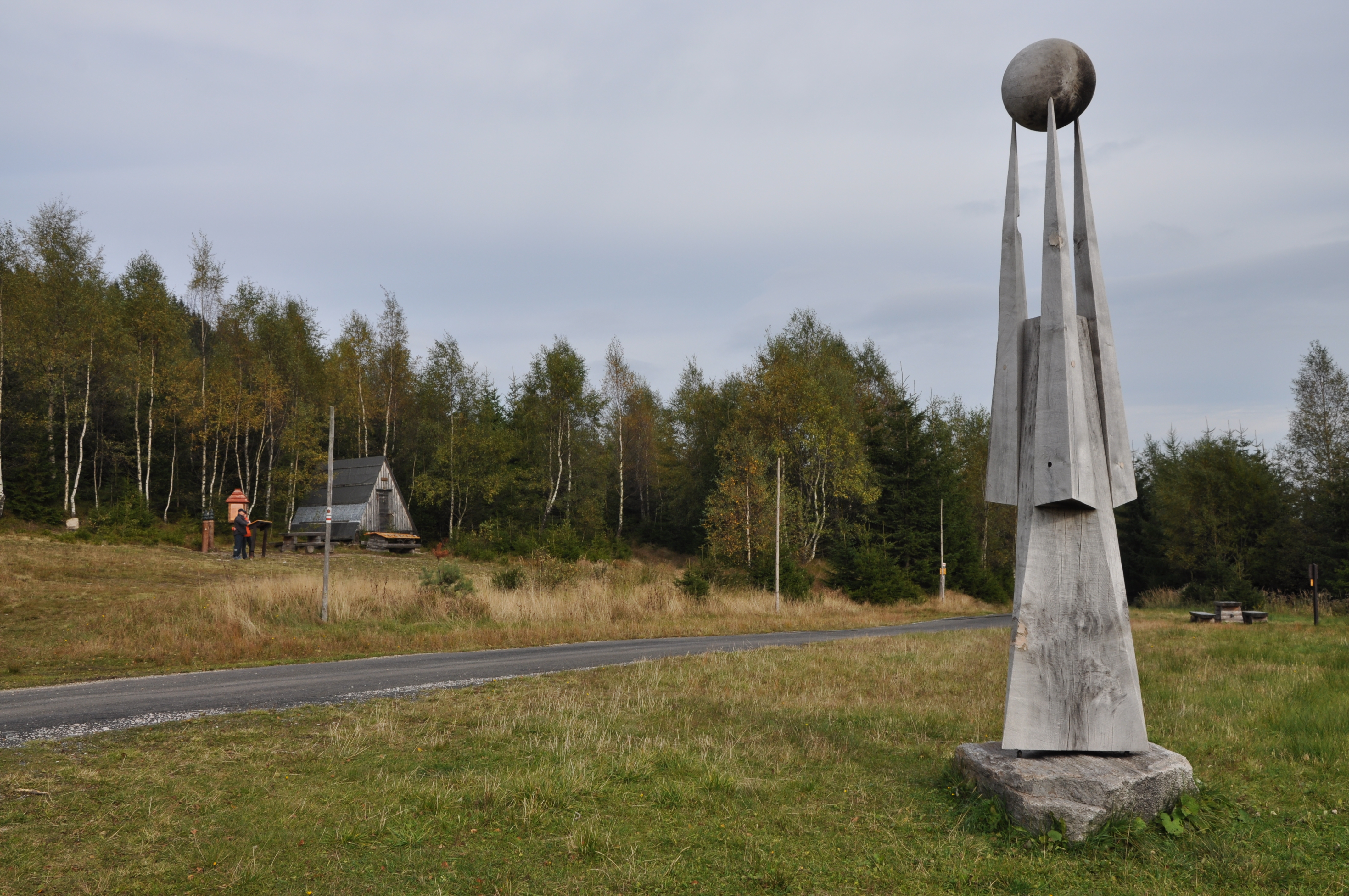
Cestník.

Cestník (německy Wegweiser) je název rozcestí a horského sedla v České republice ležící v pohoří Krkonoše.
Místo zvané Cestník se nachází ve východních Krkonoších v sedle (1003 m n. m.) mezi Dlouhým a Pomezním hřebenem. Cestník leží na území Krkonošského národního parku. Geomorfologicky patří do celku Krkonoše, podcelku Krkonošské rozsochy, okrsku Růžohorská hornatina a podokrsku Maloúpská rozsocha.
Hlavní komunikací, která přes zdejší sedlo prochází, je neveřejná asfaltová cesta spojující Horní Malou Úpu a Horní Albeřice. Po ní je vedena červeně značená Cesta bratří Čapků vedoucí z Pomezních Bud do Trutnova a běžkařská trasa nazývaná Krkonošská magistrála. Na hlavní cestu se zde napojuje více lesních cest a pěšin. Je odsud výchozí modře značená trasa 1818 do údolí Malé Úpy a žlutě značená trasa 7222 do Horních Lysečin. Cesta sledující osu Pomezního hřebenu a na něj navazujícího Dlouhého hřebenu není značena.
Okolí tvoří zvolna zarůstající paseka. Díky absenci vyššího porostu je odsud hezký výhled na partie východních Krkonoš.